# آنا ماريا موتشيولي
آنا ماريا موتشيولي (من مواليد 15 أغسطس 1964) هي سياسية من سان مارينو والتي شغلت منصب الحاكمان لمدة ستة أشهر في 2013 و2014 مع جيان كارلو كابتشيوني.
كانت سابقًا رئيسة بلدية كيزانوفا، حيث تم انتخابها في انتخابات عام 2003 المحلية في سان مارينو وعضواً في المجلس العام والعامة.